# Campionati del mondo di atletica leggera 1980 - 3000 metri piani
I 3000 metri piani ai campionati del mondo di atletica leggera 1980 si sono tenuti il 14 ed il 16 agosto 1980. Presero parte alla competizione 18 atlete.

## Situazione pre-gara
Prima di questa competizione, il record del mondo (RM) era il seguente:
| Record                | Prestazione  | Atleta                            | Data                                    |
| --------------------- | ------------ | --------------------------------- | --------------------------------------- |
| Record mondiale       | 8'27"2 m     | Ljudmila Bragina Unione Sovietica | 7 agosto 1976 College Park, Stati Uniti |
| Record dei campionati | nuovo evento | nuovo evento                      | nuovo evento                            |

## Risultati

### Batterie
Si qualificano alla finale le prime cinque di ogni batteria (Q) più i migliori 2 tempi (q).
| Pos. | Batteria | Atleta             | Nazione        | Tempo   | Note |
| ---- | -------- | ------------------ | -------------- | ------- | ---- |
| 1    | 1        | Aurora Cunha       | Portogallo     | 9'04"7  | Q    |
| 2    | 2        | Brigit Friedmann   | Germania Ovest | 9'04"7  | Q    |
| 3    | 2        | Breda Pergar       | Jugoslavia     | 9'04"9  | Q    |
| 4    | 2        | Karoline Nemetz    | Svezia         | 9'04"9  | Q    |
| 5    | 2        | Joëlle Debrouwer   | Francia        | 9'05"0  | Q    |
| 6    | 2        | Penelope Werthner  | Canada         | 9'05"8  | Q    |
| 7    | 1        | Charlotte Teske    | Germania Ovest | 9'06"1  | Q    |
| 8    | 1        | Ingrid Kristiansen | Norvegia       | 9'06"4  | Q    |
| 9    | 1        | Eva Ernström       | Svezia         | 9'06"5  | Q    |
| 10   | 2        | Wendy Smith        | Gran Bretagna  | 9'07"3  | q    |
| 11   | 1        | Geri Fitch         | Canada         | 9'07"8  | Q    |
| 12   | 1        | Mary Shea          | Stati Uniti    | 9'09"4  | q    |
| 13   | 2        | Julie Shea         | Stati Uniti    | 9'11"4  |      |
| 14   | 2        | Fionnuala Morrish  | Irlanda        | 9'13"8  |      |
| 15   | 1        | Anat Meiri         | Israele        | 9'26"7  |      |
| 16   | 1        | Anne Audain        | Nuova Zelanda  | 9'26"8  |      |
| 17   | 1        | Brenda Webb        | Stati Uniti    | 9'27"6  |      |
| 18   | 2        | Olga Caccaviello   | Argentina      | 10'01"2 |      |

### Finale
| Pos     | Nome               | Nazione        | Tempo   | Note                                                  |
| ------- | ------------------ | -------------- | ------- | ----------------------------------------------------- |
| Oro     | Brigit Friedmann   | Germania Ovest | 8'48"05 | Record dei campionati · Miglior prestazione personale |
| Argento | Karoline Nemetz    | Svezia         | 8'50"22 | Miglior prestazione personale                         |
| Bronzo  | Ingrid Kristiansen | Norvegia       | 8'58"8  | Miglior prestazione personale                         |
| 4       | Joëlle Debrouwer   | Francia        | 8'59"0  | Miglior prestazione personale                         |
| 5       | Breda Pergar       | Jugoslavia     | 8'59"7  | Miglior prestazione personale                         |
| 6       | Penelope Werthner  | Canada         | 9'03"5  | Miglior prestazione personale                         |
| 7       | Charlotte Teske    | Germania Ovest | 9'04"3  |                                                       |
| 8       | Eva Ernström       | Svezia         | 9'07"7  |                                                       |
| 9       | Aurora Cunha       | Portogallo     | 9'11"2  |                                                       |
| 10      | Mary Shea          | Stati Uniti    | 9'13"7  |                                                       |
| 11      | Geri Fitch         | Canada         | 9'37"6  |                                                       |
| -       | Wendy Smith        | Gran Bretagna  | dnf     |                                                       |